# Plasencia
Plasencia (spanskt uttal: [plaˈsenθja]) är en stad och kommun i provinsen Cáceres i den autonoma regionen Extremadura i västra Spanien. Staden ligger cirka 66,5 kilometer nordost om Cáceres. Kommunen har 39 829 invånare (2024), på en yta av 217,94 km².
Staden ligger terrassformigt, omgivet av dubbla murar, vid Jerte, ett tillflöde till Tajos biflod Alagón, och vid foten av de berg, som under namnet Tras la Sierra bildar en fortsättning av Sierra de Gredos samt vid järnvägen mellan Madrid och Lissabon.
Staden är sedan gammalt biskopssäte. Platsen är intressant genom sina gamla murar (med 68 torn och 7 portar; från 1100-talet), en akvedukt på 53 bågar och en gotiska domkyrka. I Plasencia finns tillverkning av olja, siden, läder och kork.
Omkring 38 kilometer öster om staden ligger det forna klostret Geronimo de San Yuste.

## Bildgalleri

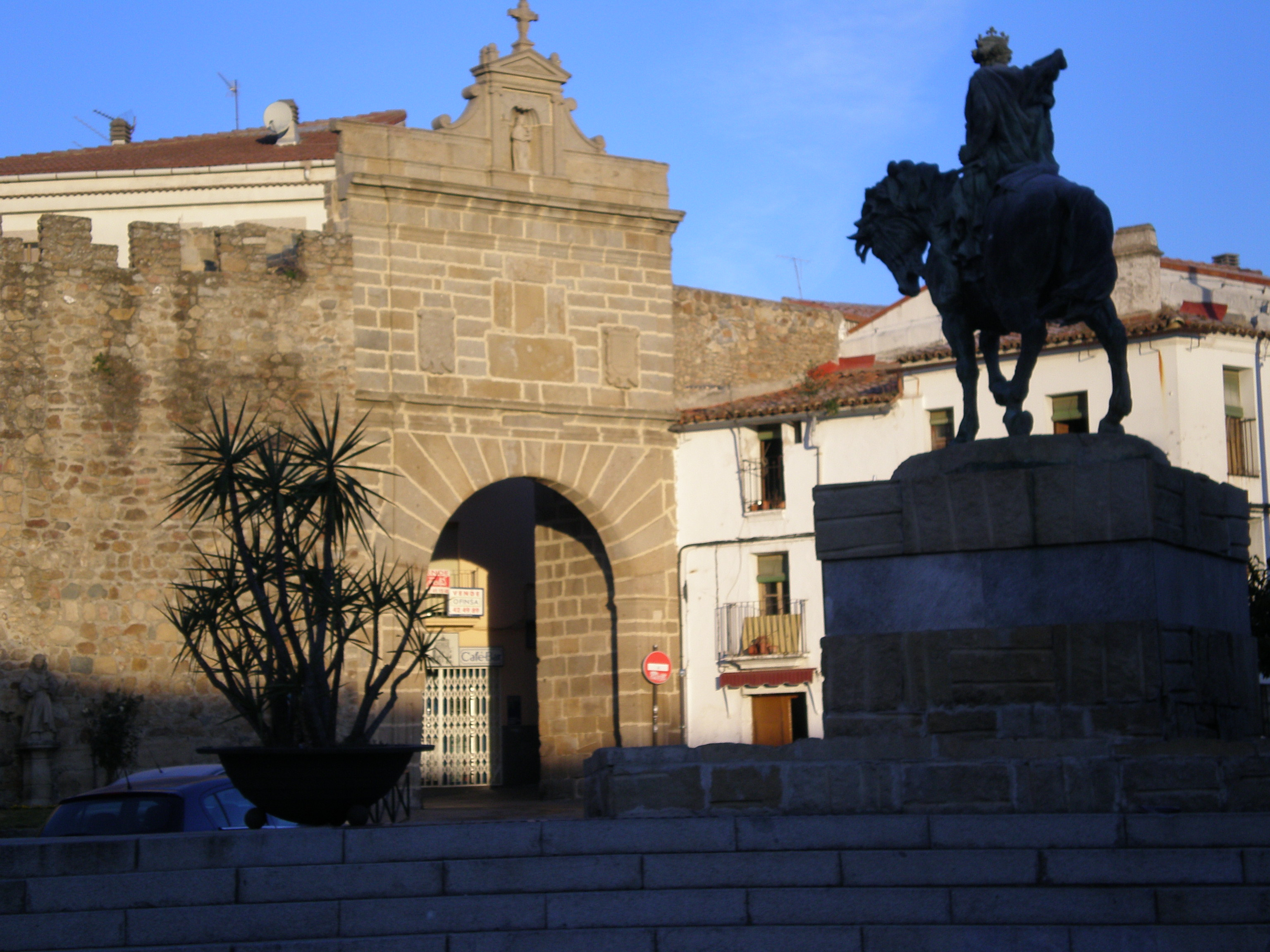
Puerta del Sol med Alfons VIII:s staty.
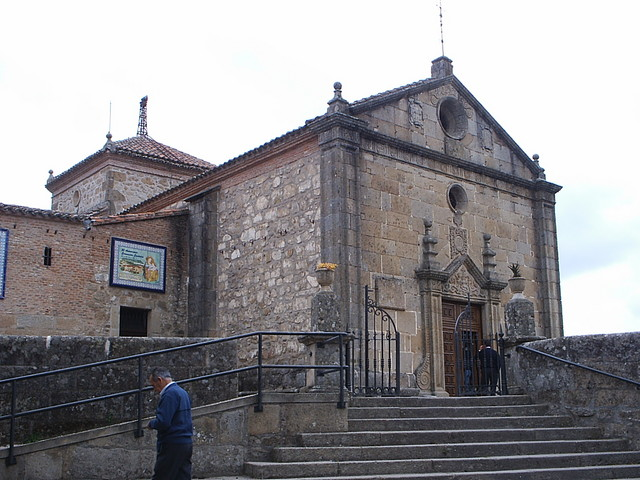
Klosterkyrkan Virgen del Puerto.
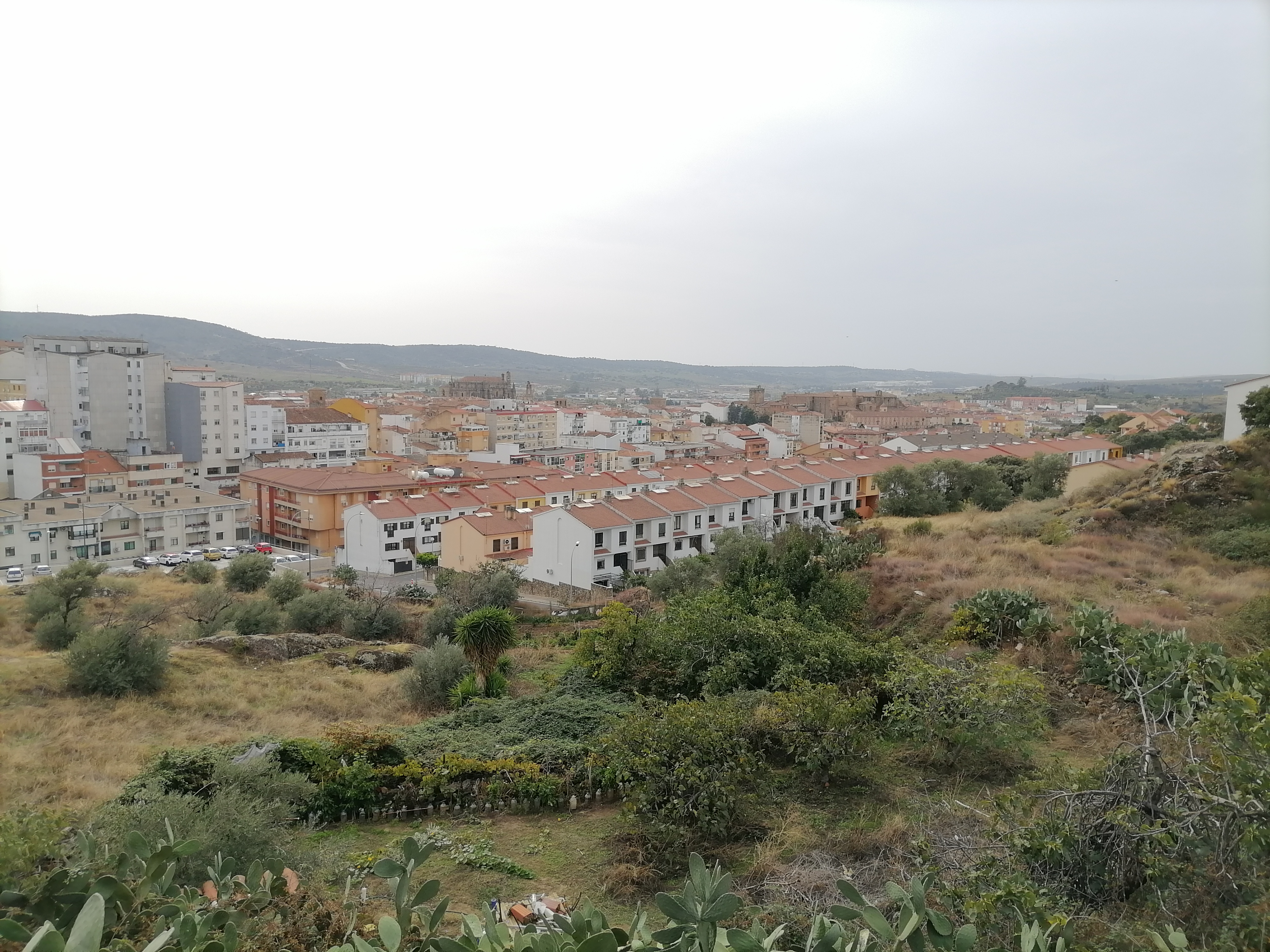
Vy över Plasencia.